# Maresso
Maresso es una localidad italiana de la provincia de Lecco, región de Lombardía, con 2.000 habitantes.